# Рига (Самарская область)
Рига — посёлок в Красноярском районе Самарской области в составе сельского поселения Новый Буян.

## География
Находится на расстоянии примерно 31 километр по прямой на северо-запад от районного центра села Красный Яр, прилегает с запада к селу Новый Буян.

## Население
Постоянное население составляло 35 человек (русские 66 %) в 2002 году, 51 в 2010 году.